# Pedro Friedeberg

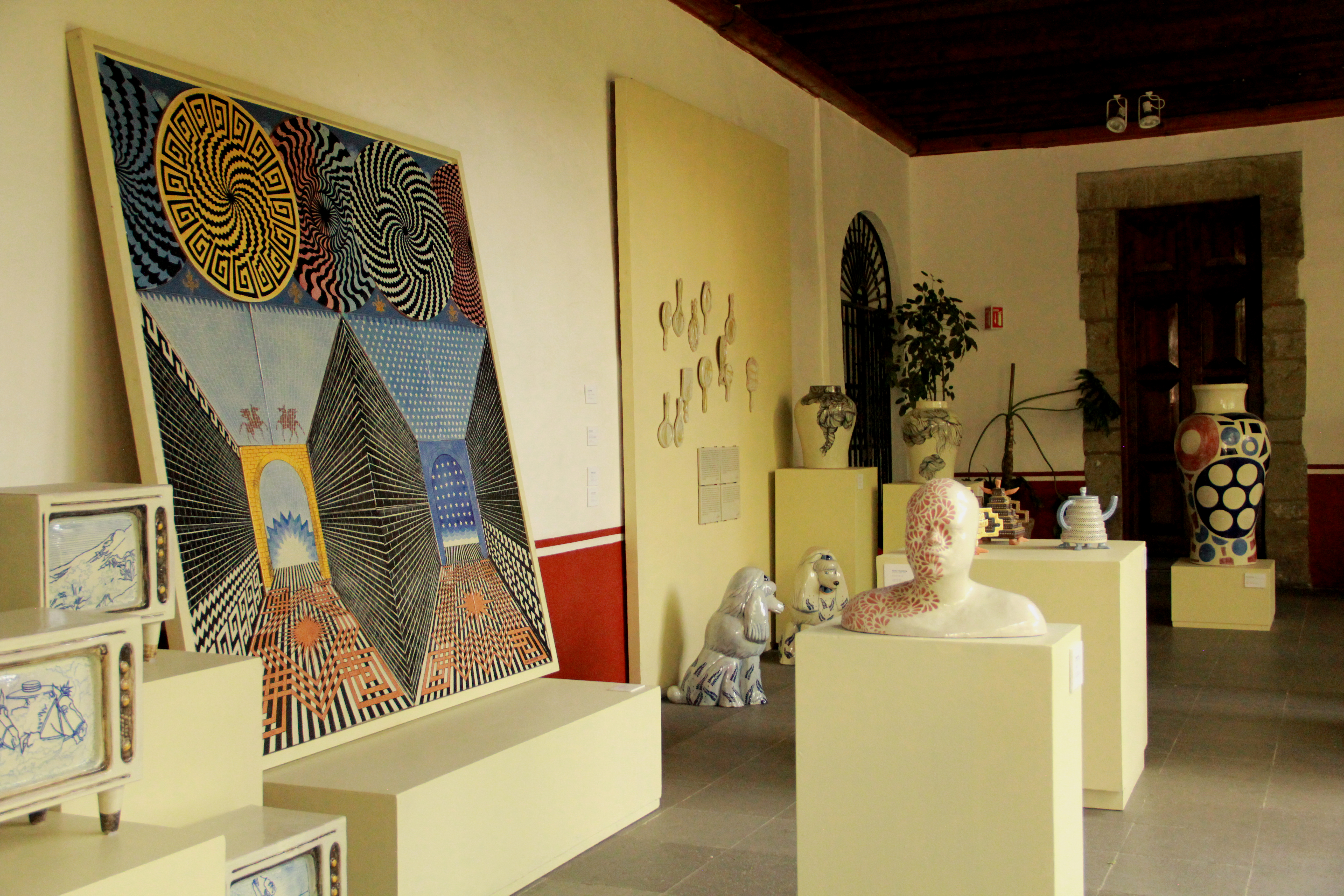
Exposición El cinco de mayo de 1862. Uriarte Talavera Contemporánea, en el Museo Franz Mayer, en la Ciudad de México. El mural es del artista.

Pedro Friedeberg (Florencia, Italia, 11 de enero de 1936) es un artista y diseñador mexicano de origen judío-alemán, conocido por su trabajo surrealista. Su obra más conocida es la "Mano-Silla", una silla-escultura diseñada para poder sentarse en la palma usando los dedos de respaldo y reposabrazos. Los diseños de Friedeberg incorporan modelos arquitectónicos que denotan sus estudios de arquitectura antes de dedicarse al arte. Comenzó produciendo diseños que iban en contra de las formas convencionales de la década de los cincuenta, algunos tan surreales como casas con techos en forma de alcachofa. Su trabajo llamó la atención de Mathías Goeritz en la universidad de arquitectura, quien lo animó a continuar su carrera de artista. Friedeberg formó parte de un grupo de artistas surrealistas mexicanos, distinguidos por su irreverencia y su rechazo al arte social y político dominante de la época. Friedeberg tiene una reputación de excéntrico y afirma que el arte ha muerto porque no se produce nada nuevo.

## Vida
Pedro Friedeberg nació el 11 de enero de 1936 en Florencia, Italia, hijo de una familia judeoalemana. Sus padres huyeron de Europa al estallar la Segunda Guerra Mundial y llegaron a México cuando Friedeberg tenía 3 años. Recuerda que su abuela marcaba los nombres de familiares y amigos que sobrevivieron al Holocausto en el periódico. Dice que no habla de su infancia porque es "alemana", que describe como "disciplina" "tortura" y "castigo". Fue obligado a aprender a tocar el violín y a hablar varios idiomas. Aborrecía quedarse en casa. No creció con la religión judía sino con el ateísmo, aunque una vez fue llevado por un sirviente a una iglesia en secreto para ser bautizado. Friedeberg afirma que, gracias a todas esas experiencias, tiene siete religiones: una para cada día de la semana.
Manifestó interés por el arte desde pequeño. Su madre dijo que cuando él tenía 2 años le gustaba sentarse enfrente de la Basílica de Santa María Novella, en Florencia, e intentaba dibujarla. En su juventud, fue cautivado por la  arquitectura renacentista de las iglesias y de la Torre de Pisa. Al crecer, trazó las imágenes de los libros de arte de su padre, y fueron sus trabajos favoritos los de Canaletto, Piranesi y otros artistas del siglo XVIII. También, le gustaba la perspectiva de los dibujos de M. C. Escher.
Friedeberg estudió por un tiempo en Boston antes de inscribirse a la Universidad Iberoamericana, en 1957, para estudiar arquitectura. Se decidió por esa carrera tanto por su propio interés como por presiones familiares, pero sólo llegó hasta el tercer año. Sus profesores estaban a favor de una arquitectura simétrica como la de Ludwig Mies van der Rohe, quien diseñó el Edificio Seagram, en Nueva York, pero a Friedeberg le pareció aburrido. Él prefería los trabajos de Antoni Gaudí, creando planos circulares, y así empezó a hacer edificaciones excéntricas, como edificios con techos en forma de alcachofas y rascacielos con peras en las puntas, diseños que ocasionaron que reprobara.
Sin embargo, su tiempo como estudiante en la Universidad Iberoamericana le permitió conocer al artista Mathías Goeritz, quien apreciaba su trabajo. Goeritz le dijo a Friedeberg que continuara con su arte e ignorara a sus padres. Durante los veranos, Friedeberg trabajó como ayudante de Goeritz. Dicho trabajo incluía colaborar en proyectos artísticos.
A través de familiares y amigos, conoció a otros artistas surrealistas, como  Remedios Varo, quien recomendó su trabajo a la Galería Diana. Esto derivó en la primera exposición de Friedeberg en 1960, cuando sólo tenía 24 años. También conoció a Leonora Carrington y a Alicia Rahon, después se volvió miembro de Los Hartos, en 1961. El grupo se fundaba en los principios del dadaísmo: la creación del anti-arte por el bien del arte, rechazando pinturas sociales y políticas. La influencia de dicho grupo llevó a Friedeberg a creer en la teoría de la estética. Después, junto con Javier Girón organizó un “movimiento” llamado “Chinchismo”, derivado de chinche. Preguntaron a treinta artistas que escribieran palabras derivadas de los insectos y llamaron a Pita Amor su musa, con la idea de ridiculizar los movimientos artísticos.
En el año de 1969, Friedeberg conoció a Diego Matthai Springer, hoy en día un reconocido arquitecto, diseñador y artista, que estudió de igual manera en la Universidad Iberoamericana, con quien sostiene, hasta la actualidad, una gran amistad. Años después, en 1973, le ofrecieron a Friedeberg realizar una exposición con sus obras en el Palacio de Bellas Artes, oferta que declinó por su carga de trabajo, pero, en su lugar propuso a Matthai, lo que fue un trampolín muy importante en la carrera de éste. Un amigo mutuo también lo fue Mathias Goeritz, hasta su muerte, en 1990.[cita requerida]
La reputación excéntrica de Friedeberg está ligada a otros artistas surrealistas y excéntricos, como Edward James y Antonio Souza. Friedeberg tenía tendencia a proteger y defender a quienes perdieron su fama y fortuna, como le aconteció a Pita Amor al ser ya mayor, cuando fue ridiculizada por la sociedad mexicana. Afirma consultar el I Ching diario y tener una colección de santos. Su biografía en internet cita una frase: “I get up at the crack of noon and, after watering my pirañas, I breakfast off things Corinthian. Later in the day I partake in an Ionic lunch followed by a Doric nap. On Tuesdays I sketch a volute or two, and perhaps a pediment, if the mood overtakes me. Wednesday I have set aside for anti-meditation. On Thursdays I usually relax whereas on Friday I write autobiographies.” (Me levanto a la primera hora de medio día y, después de darles agua a mis pirañas, desayuno las cosas de corintio. Más tarde, tomo parte de un almuerzo jónico, seguido por una siesta dórica. Los martes, dibujo una o dos volutas y tal vez un frontón, si estoy de humor. Los miércoles son para la anti-meditación. Los jueves usualmente me relajo, mientras que los viernes escribo autobiografías.) Afirma que actualmente el mundo carece de personas excéntricas, ya que la gente ha regresado a ser “ovejas” gracias al consumismo y la televisión, que pretenden uniformizar al individuo.
Friedeberg se ha casado cuatro veces; su tercera esposa fue la condesa polaca Wanda Gonzaga Sevilla Zamoyska, matrimonio que duró doce años y que Friedeberg describe como "surrealista", "un circo" y "loco pero cansado". Su actual esposa es Carmen Gutiérrez, con quien tiene dos hijos; Friedeberg dice que su esposa es una mujer muy centrada, a diferencia de sus anteriores esposas. Tener hijos cambió su vida, ya que ya no puede viajar por el mundo o quedarse despierto bebiendo hasta las 5 de la mañana.
Actualmente está semirretirado y vive en San Miguel de Allende. Dice que cuando muera espera ser sepultado en el mismo cementerio veneciano que Igor Stravinsky y Diaghilev, con una lápida que tenga una góndola y plumas negras.

## Carrera

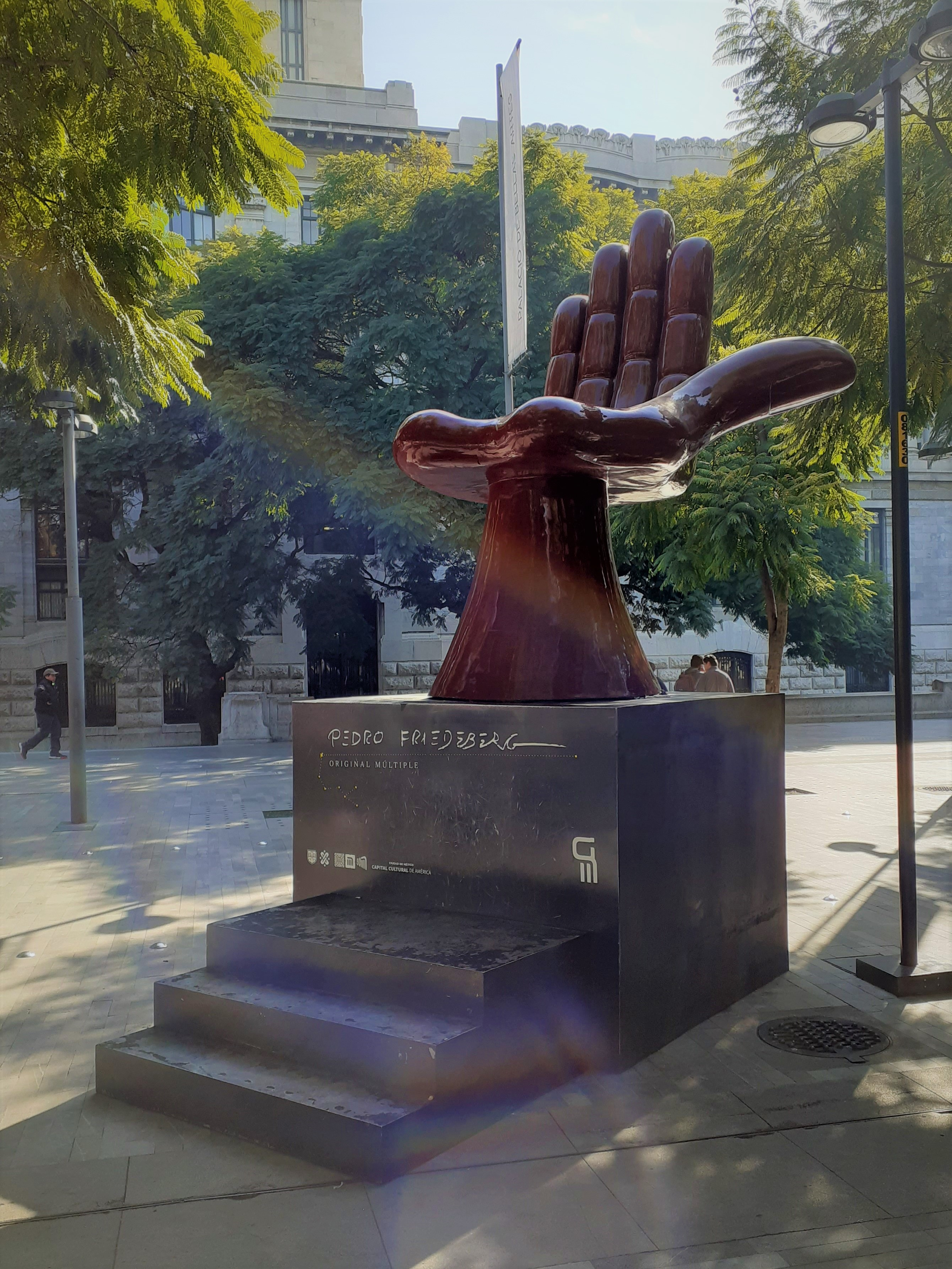
Mano-silla, escultura monumental de Pedro Friedeberg ubicada en la Alameda Central, en la Ciudad de México.

Friedeberg ha pintado y creado murales para diferentes instituciones mexicanas. En el extranjero, ha creado ilustraciones y portadas de libros, muebles y diseños completos. Friedeberg era el director de arte de un espectacular llamado "El Árbol de la Vida, juntos con Sergio Villegas". Comenzó a diseñar muebles en los sesenta, rechazando el estilo dominante internacional de la arquitectura. Friedeberg ha creado sillas, mesas y sillones con diseños que se consideran fantásticos. Su obra la mano-silla es muy famosa y ha vendido más de 5,000 copias desde su creación, en 1962. La silla original la hizo en madera, cubierta por láminas de oro. Está diseñada para sentarse en la palma, usando los dedos como respaldo y descansabrazos. Friedeberg ha declarado que nunca está muy relajado, y afirma haber pintado un lienzo por semana, 52 semanas al año, durante 50 años de carrera, además de las esculturas y el diseño de sillas. Sus pinturas, esculturas y muebles estaban muy de moda en los sesenta y setenta.
Sus dos exhibiciones individuales fueron en la Galería Diana, en 1959, y en la Galería Protec, en 1960, ambas en la Ciudad de México. Durante los sesenta, tuvo dieciséis exhibiciones en México, Francia, Nueva York, Portugal y en la Unión Panamericana, en Washington D. C., en 1963. En los setenta, tuvo diecinueve exhibiciones en varias ciudades de México y de los Estados Unidos, en Barcelona, en Haifa (Israel) y en Canadá. En los ochenta, tuvo trece, incluida una en el Museo de Arte Moderno en la Ciudad de México. Durante la década de los noventa, tuvo veintiún exhibiciones, la mayoría en México; entre ellas, un tributo a su trabajo en 1997 y una exhibición en Colombia. Ya en el siglo XXI, ha tenido nueve, todas en México, a excepción de una que tuvo lugar en Alemania, en el 2000, y otra en Bélgica, en el 2003. También, participó en varias exposiciones en conjunto de 1960 al 2003.Entre sus muestras recientes, destaca Salón de astrólogos homeopáticos en el Museo Experimental El Eco, de 2021.
Entre sus premios, se encuentran el de la Bienal de Córdoba, Argentina, en 1966 (2.º lugar), la Exhibición Solar, en la Ciudad de México, en 1967 (1.er lugar), la Trienal de Grabado, de Buenos Aires, en 1979, la XI Bienal de Artes Gráficos, en Tokio, en 1984 (Premio Especial); también, fue nombrado un “Artista Creador” por el Sistema Nacional de Creadores Mexicanos y Extranjeros, en 1993. Su trabajo y su vida se han presentado en varios libros desde 1972 hasta la actualidad. Estos libros incluyen su autobiografía publicada en México, con el título De vacaciones por la vida, Memorias no autorizadas editada por Trilce y Conaculta.
Su trabajo está en exhibición permanente en el Museo de Arte Moderno, en el Museo José Luis Cuevas, en el Centro Cultural Televisa, todos ellos en la Ciudad de México; en el Museo de Arte Contemporáneo de Toluca, en el Museo de Arte Contemporáneo de Culiacán, en el Museo de Arte Contemporáneo de Pátzcuaro, en el Museo de Arte Moderno de Nueva York, en el Museo de Arte Contemporáneo en Chicago, en el Museo de Arte Contemporáneo en Nueva Orleans, en la Biblioteca del Congreso de Estados Unidos, en Washington D. C., en el Museo de Arte de la Rosa, en la Universidad Brandeis en Boston, en el Consejo Nacional de Investigación de Canadá, en Ottawa, en el Museo de Louvre en París, en el Museo de Israel en Jerusalén, en el Museo Nacional de Arte Moderno en Bagdad, en el Museo de Arte de Ponce en Puerto Rico, en el Museo Franklin Rawson en Argentina, en el Museo Omar Rayo en Colombia y en el Museo Nacional de Historia Natural del Instituto Smithsoniano en Washington D. C.

## Arte

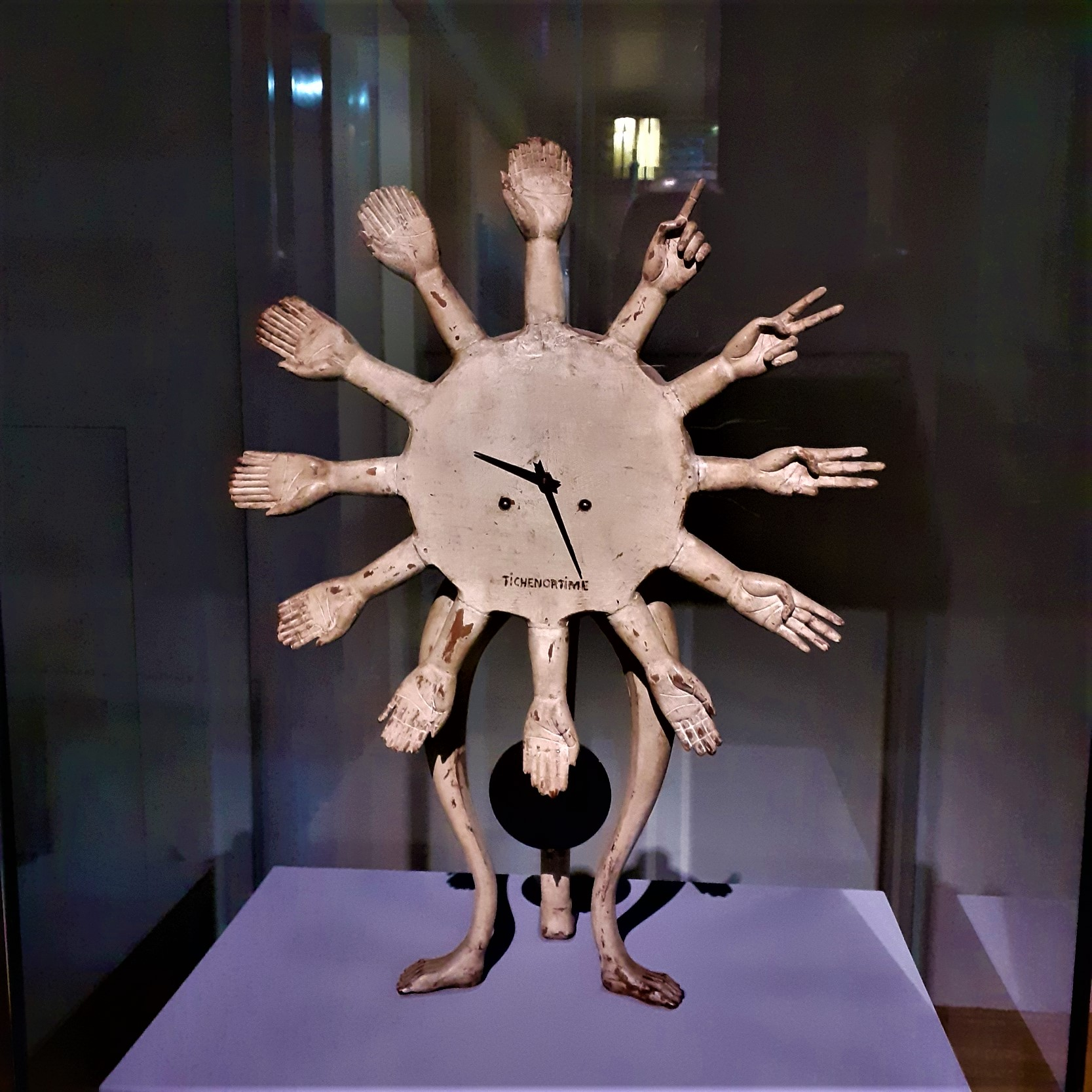
Escultura Reloj "Tichenortime", Pedro Friedeberg, 1963, de la serie así llamada en honor de su querida amiga la pintora surrealista Bridget Bate Tichenor.

Desde su primera exhibición, su trabajo tuvo un estilo fácilmente identificable. A veces, se ha inspirado en planos arquitectónicos para crear diseños inusuales, e inclusive ha utilizado objetos inútiles, resultado de su aburrimiento. Ha estudiado e incorporado elementos de las varias modas artísticas que ha vivido, desde el art nouveau hasta el op art. Gran parte de su trabajo es de calidad industrial, derivado de su experiencia con lo arquitectónico. Sin embargo, tiene una calidad algo soñadora a la vez, pintando lugares imposibles y otras estructuras, con innumerables pasillos y cuartos, pasajes secretos y escaleras absurdas.
La ironía y el exceso se expresan comúnmente a través de su casi alucinante repetición de elementos en desorden, mas ese desorden es el resultado de un pensamiento consciente. Clasifica su trabajo como ecléctico e híbrido. Su arte no es política, es arte, es por el bien del arte y es elitista. No cree en el concepto de hacer arte “por la gente” porque a la mayoría de la gente no le importa. Sus obras casi siempre tienen un toque cínico y/o sarcástico, y dice que su única intención al hacer arte es burlarse de sí mismo y de los demás.
Las pinturas, muebles y otras cosas de Friedeberg se caracterizan por estar llenos de ornamentos, con poco o sin espacio en blanco, llenos de líneas, colores y símbolos, que hacen referencia a esculturas antiguas, códices prehispánicos, el catolicismo, el hinduismo, etcétera. Está en desacuerdo con la crítica que expresa que él agrega ornamentos a su obra como distracción, argumentando que la ornamentación es la forma más antigua de arte fino para darles a los objetos una cualidad excepcional, incluso religiosa. Friedeberg ha llamado a su sobre ornamentación "un churrigueresco Nintendo".
Pertenece a un grupo de artistas surrealistas mexicanos del siglo XX, entre los que se incluyen Gunther Gerzso, Mathias Goeritz, Alice Rahon, Kati Horna, Leonora Carrington, Remedios Varo y Paul Antragne,  cohesionados en un grupo conocido como “Los Hartos”. Los integrantes fueron especialmente conocidos como originales, excéntricos, irreverentes e iconoclastas. Su técnica no ha cambiado desde que empezó, y sus temas sólo han variado ligeramente. Aún incluye animales fantásticos en algunas de sus obras. Ha criticado el arte moderno diciendo “El arte ha muerto. Después del surrealismo, no ha habido nada nuevo”. También dice que la gente ha perdido su gusto por la ironía, el sarcasmo y lo absurdo.

## Publicaciones sobre su obra
- 2011 DE VACACIONES POR LA VIDA: MEMORIAS NO AUTORIZADAS DEL PINTOR PEDRO FRIEDEBERG, José Cervantes, Trilce , México D.F. ISBN-13: 9786077663249
- 2009 Pedro Friedeberg, Juan Carlos Mena, Deborah Holtz, Fondo de Cultura Económica, México D.F. ISBN-13: 9789990188752